# 劇団あぁルナティックシアター
劇団あぁルナティックシアター（げきだんあぁルナティックシアター）とは日本の劇団。1986年4月に橋沢進一を中心に結成された、「演劇は娯楽であり、遊びである」をモットーに活動している。

## 略歴
1986年4月に橋沢進一を中心に結成される。劇場での舞台公演のみならず阿佐ヶ谷ロフトなどでお笑いコントイベントも盛んに行っている。
2019年6月25日に休団することが発表された。
以下、公式ホームページにある受賞略歴。
- 1989年　第4回大学演劇フェスティバル　優勝　最優秀演出賞
- 1991年　横浜メディアシティーCMコンテスト　最優秀賞
- 1991年　1992年　ガーディアンガーデン演劇フェスティバル　2連覇
- 1994年　パルテノン多摩演劇フェスティバル　青春一本賞
- 2000年　第13回　池袋演劇祭　豊島観光協会賞[4]
- 2001年　Eー1グランプリ　第3位（全国200劇団中）

## 劇団員
- 橋沢進一、座長。
- 岡田竜二
- 大村琴重
- 菊田貴公
- 泊太貴
- 紀平佳奈子
- 坂本聖子
- 鈴木澪
- 瀬尾結実
- 田中純平
- 寺崎太志
- 豊田淳

### 元劇団員
- 佐々木輝之
- 萩原幹大
- 松下あゆみ
- エリック・メナジェ
- 右田ひだり

### その他
- 麻衣夢　所属女優ではないが、客演でしばし出演。
- カウンタックーズ

## 公演
| 表題                                                    | 劇場                          | 年月       |
| ------------------------------------------------------- | ----------------------------- | ---------- |
| コムテツ2006                                            | 東京芸術劇場 シアターイースト | 2006年7月  |
| 星ニ願イヲ                                              | 北とぴあ プラネタリウムホール | 2006年10月 |
| アストロ劇団                                            | 駅前劇場                      | 2007年3月  |
| HELL IN HEAVEN 地獄の楽園                               | 小劇場 楽園                   | 2007年8月  |
| アストロ劇団 ワールド・エンド                           | ラゾーナ川崎プラザソル        | 2007年11月 |
| 御利益                                                  | 駅前劇場                      | 2008年4月  |
| ホラリオン～笑いと恐怖の大祭典～                        | 小劇場 楽園                   | 2008年9月  |
| オールド・フランケンシュタイン                          | 小劇場 楽園                   | 2009年11月 |
| 悪役照会～びっくりしたなあ、もう                        | 駅前劇場                      | 2010年4月  |
| 博覧狂喜博覧会                                          | 小劇場 楽園                   | 2010年9月  |
| スペース・ギャラクシー・ウォーズ                        | 駅前劇場                      | 2011年4月  |
| そして誰かいなくなった。                                | 小劇場 楽園                   | 2012年1月  |
| 大人の絵本「カラフル」                                  | 駅前劇場                      | 2013年4月  |
| ニッポンのカウボーイ                                    | 小劇場 楽園                   | 2013年7月  |
| TOKYO BAKA EXPO 2013                                    | 小劇場 楽園                   | 2013年9月  |
| バンファイパヤナーク～2015年篇～                        | 駅前劇場                      | 2015年4月  |
| 松山幸次追悼公演「サラヴァ ーさよならムカデおじさんー」 | 駅前劇場                      | 2016年4月  |
| ヒーローズ                                              | 小劇場B1                      | 2016年7月  |
| 内臓ロック                                              | 駅前劇場                      | 2017年4月  |
| バイトハザード                                          | 小劇場B1                      | 2017年7月  |
| 迷子のお知らせ                                          | 駅前劇場                      | 2018年4月  |
| 悲劇                                                    | 小劇場B1                      | 2018年7月  |